# Gilles Labbé
Pour les personnes ayant le même patronyme, voir Labbé.
Gilles Labbé né le 9 mars 1948 à Montréal est un homme politique canadien, ancien maire de Le Gardeur et ancien député péquiste de l'assemblée provinciale du Québec pour Masson.

## Éducation
M. Labbé est titulaire d'un Diplôme d'études Collégiale du Cégep du Vieux Montréal en service social, obtenu en 1975.

## Carrière professionnelle
M. Labbé a travaillé pendant presque 30 ans pour la ville de Montréal comme agent d'aide socioéconomique.

## Carrière politique
M. Labbé s'est joint au mouvement du Parti québécois dès le début de la formation en 1968. Ses débuts en politique le voient comme conseiller municipal et ensuite élu maire de Le Gardeur en 1994 et réélu en 1998. Il a aussi été nommé préfet de la MRC de l'Assomption en 1996. En 1998, à la suite du décès du candidat Yves Blais durant la campagne électorale, il se présente aux élections provinciales et se voit élire député pour Masson avec un vote décisif de 65 % des électeurs. En 2002, il se voit aussi donner les responsabilités d'adjoint parlementaire au ministre d'État à l'Administration et à la Fonction publique et il a été président du Conseil du trésor. Il s'est retiré de la vie politique en 2003.

## Vie après la politique
Il est membre du conseil d'administration de Diabète Québec depuis novembre 2012. Il est consacré Bénévole émérite pour son implication au sein de Diabète Rive Nord.